# الخاندرو لاناری
الخاندرو لاناری (انگلیسی: Alejandro Lanari؛ زادهٔ ۲ مهٔ ۱۹۶۰) بازیکن فوتبال اهل آرژانتین است.
از باشگاه‌هایی که در آن بازی کرده‌است می‌توان به باشگاه فوتبال تیگرس اونال، باشگاه فوتبال بوکا جونیورز، باشگاه فوتبال روساریو سنترال، باشگاه فوتبال راسینگ کلوب آویاندا، و باشگاه فوتبال آرژانتینوس جونیورز اشاره کرد.
وی همچنین در تیم ملی فوتبال آرژانتین بازی کرده‌است.